# Costa Firenze
Carnival Firenze, precedentemente Costa Firenze, è la quinta nave da crociera della classe Vista, costruita presso il cantiere navale di Marghera. Designata originariamente per il mercato cinese di Costa Asia (歌诗达邮轮), filiale della compagnia di navigazione italiana Costa Crociere, a seguito della pandemia di COVID-19 è stata successivamente impiegata per il mercato europeo.
Come da tradizione, con la sua entrata in servizio, essendo la nave più moderna, Costa Firenze ha assunto il ruolo di ammiraglia della flotta.

## Storia
Il 25 maggio 2018 Costa Crociere annuncia l’avvio della costruzione della gemella di Costa Venezia presso il cantiere navale Fincantieri di Marghera, mentre un grosso troncone centro-prodiero della nave viene realizzato in Romania dai cantieri Vard (società controllata dal gruppo Fincantieri) di Galaţi, Mangalia, Costanza e Tulcea, e quindi, trasferito dal 9 marzo 2019 attraverso il delta del Danubio navigando lungo il canale di Sulina, per poi proseguire via mare al traino dei rimorchiatori sino a Marghera per l'assemblaggio con gli altri blocchi.
Il 6 maggio 2019 la compagnia crocieristica svela il nome che verrà imposto alla nave sarà Costa Firenze, mentre l’iconico fumaiolo giallo con la classica “C” blu, giunto via mare da Trieste, viene posizionato sulla sovrastruttura il 22 agosto.
Il 6 novembre 2019, con una cerimonia ufficiale per l'allagamento del bacino di costruzione, la nave è varata e contestualmente battezzata Costa Firenze, uscendo dal bacino il 14 novembre per completare l’allestimento in banchina, lasciandolo libero per la costruzione di Ryndam per la Holland America Line impostata il 21 novembre. 
A partire dal 2 ottobre 2020, uscita dalla bocca di porto di Malamocco, la nave inizia una prima fase di prove di accettazione in mare con a bordo tecnici, ingegneri, maestranze di Fincantieri e rappresentanti dell’armatore, svolgendo manovre nel Golfo di Venezia e spingendosi verso sud, al largo di Ortona e Vasto, proseguendo poi fino innanzi a Portopalo di Capo Passero per ulteriori evoluzioni, ma restando comunque in alto mare. Costa Firenze giunge dunque al Porto Grande della Valletta, a Malta, il 5 ottobre successivo, per la pitturazione della carena nel bacino n. 6 dei cantieri Palumbo, presso la cittadina di Paola, salpando nuovamente il pomeriggio del 14 ottobre per ulteriori manovre nell’Adriatico, effettuate tra l’arcipelago di Lissa e Pelagosa, poi al largo del monte Conero e quindi nello specchio di mare innanzi le bocche del Po e Cervia, proseguendo infine alla volta del cantiere di Marghera, dove attracca, nel meriggio del 18 ottobre, per terminare gli allestimenti.
La mattina del 13 dicembre, dopo una breve cerimonia che ha visto susseguirsi il tradizionale cambio di bandiera tra il costruttore e la compagnia, ammainando quindi quella di Fincantieri e alzando quella della Marina mercantile italiana e il guidone societario di Costa Crociere, seguita dalla consegna al comandante Massimo Pennisi dell'ampolla con l’acqua del varo e della campana della nave da parte del direttore del cantiere Antonio Quintano, Costa Firenze salpa da Marghera alla volta di Palermo, attraversando lo stretto di Messina nelle prime ore del 15 e giungendo in rada nel pomeriggio per effettuare ulteriori prove evolutive ed entrare, infine, nelle prime ore del 17 dicembre, nel bacino del locale cantiere navale per gli ultimi lavori di rifinitura alla carena.
Nel pomeriggio del 22 dicembre 2020, per la prima volta totalmente in modalità digitale, tramite un collegamento video con la dirigenza di Fincantieri, di Costa Crociere e con il sindaco di Firenze Dario Nardella si è siglato il passaggio di proprietà e la consegna ufficiale della nave a Costa Crociere.
Nel gennaio del 2024 ha raggiunto la gemella Costa Venezia unendosi a Carnival Cruise Line (col nome di Carnival Firenze) per offrire crociere in stile italiano al mercato americano. 

## Navi gemelle
- Carnival Vista - costruzione n. 6242
- Carnival Horizon - costruzione n. 6243
- Costa Venezia - costruzione n. 6271
- Carnival Panorama - costruzione n. 6272
- Da comunicarsi - costruzione n. H1508[13][14][15]
- Da comunicarsi - costruzione n. n/d